# Pepe-Hillo

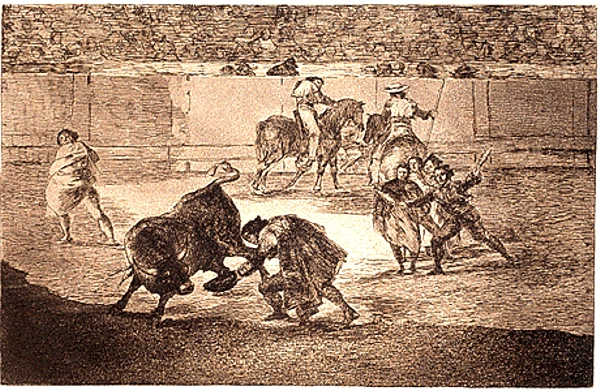
Pepe-Hillo haciendo un recorte al toro. Grabado de Francisco de Goya perteneciente a la serie La tauromaquia.

José Delgado Guerra, más conocido como Pepe-Hillo (Sevilla, 14 de marzo de 1754-Madrid, 11 de mayo de 1801), fue un torero español. Se le considera junto a Costillares —de quien fuera discípulo— y Pedro Romero, —con quien tuvo una conocida rivalidad— como uno de los que fijaron las reglas y el estilo de la corrida de toros.

## Biografía

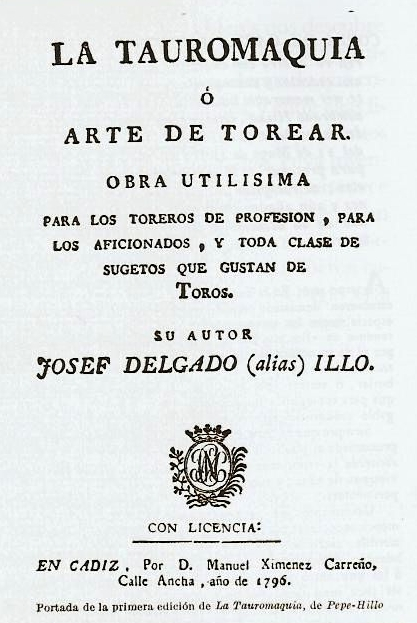
Portada de la primera edición de la Tauromaquia de Pepe Hillo (1796).

Nació en 1754 en Sevilla. Se le ha descrito como de estilo frágil, sensual y como gran torero. Adornó su toreo con toda clase de suertes y filigranas, conformando un estilo, inspirado en el de su maestro, que se conocerá como escuela sevillana. Es considerado uno de los primeros toreros estilistas. Se cree que debutó hacia 1769 y recibió la alternativa en 1774, en Málaga, de manos de Juan Romero.
En 1796 publicó el Tratado de tauromaquia, texto importante para conocer la evolución de la tauromaquia, citado a menudo por José María de Cossío en su obra cumbre sobre la fiesta. La obra fue muy probablemente redactada por José de la Tixera, amigo del torero.
Se dice que de su rivalidad taurina con el rondeño Pedro no salió siempre muy bien parado. Sin embargo, fue ídolo del público y lució su gallardía y seducción en los salones de la aristocracia que lo trataba como a un igual.

### Cogida mortal

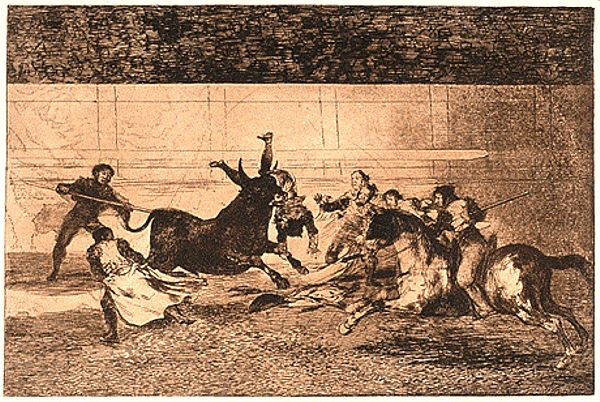
Cogida mortal de Pepe-Hillo en la Plaza de Madrid. El grabado, desechado por Goya, representa de forma muy fiel el momento de la cogida posterior al representado en el grabado 33, con el diestro cabeza abajo y con los pies en alto, mientras el picador Juan López carga contra el toro a caballo levantado.

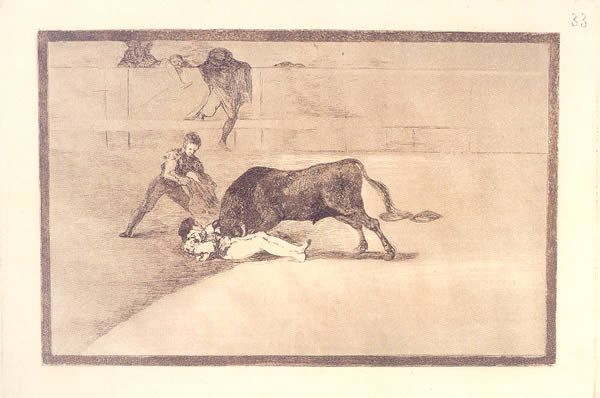
Grabado número 33 de la serie La tauromaquia de Goya. Representa el primer momento de la cogida de Pepe-Hillo, antes de que el toro lo elevase por los aires.

El 11 de mayo de 1801 Pepe-Hillo alternaba con José Romero —hermano de Pedro—, Antonio de los Santos y Juan Conde en la Plaza de la Corte. Cuando entraba a matar al séptimo toro, llamado Barbudo, este le derribó y enganchó en el suelo, imagen inmortalizada en el último grabado de la serie La tauromaquia de Goya y narrada de forma minuciosa por José de la Tixera en una carta que se imprimió en Barcelona en 1801. Según su narración, el toro, de la ganadería de José Gabriel Rodríguez Sanjuán de la localidad salmantina de Peñaranda de Bracamonte, enganchó al diestro con el pitón derecho «por el cañón izquierdo de los calzones y le tiró por encima de la espaldilla al suelo, cayendo boca arriba». El golpe de caída le hizo perder el sentido, la contusión fue suficiente para evitar que esquivara o se cubriese al menos de mayor daño del toro. El toro le acometió de nuevo y con el mismo cuerno por la boca del estómago «levantóle y campaneándole» así, en distintas posiciones, por más de un minuto, destrozóle varios órganos y arterias en la cavidad del vientre y pecho —intestino mayor, estómago, pulmón derecho y el hígado por completo—, además de las ocho costillas fracturadas y una vértebra, hasta que le soltó en tierra, inmóvil y con solo pocos minutos ya de vida. Entretanto, en el resto de la arena se volcaban a terminar con el astado, moribundo también. Esta segunda parte de la cogida fue representada en otros dos grabados inéditos de Goya de la serie citada, en los que se muestra a Pepe-Hillo zarandeado por el toro, colgado del cuerno derecho y boca abajo. La fidelidad y exactitud documental de estos dos grabados inéditos, unido al hecho de que representasen la imagen de la cogida en momentos distintos, hace pensar a algunos críticos que Goya fue testigo presencial en la plaza.
Hubo además otros testigos presenciales ilustres, como la propia reina María Luisa, que dejó un impresionante testimonio del hecho en una carta enviada a Manuel Godoy. El suceso impresionó a los madrileños y fue largamente recordado en el mundo taurino: sin duda ayudó a ello que hubiese tantos testimonios gráficos y escritos.
Pepe-Hillo falleció en Madrid el 11 de mayo de 1801 a consecuencia de las heridas sufridas por la cogida del toro Barbudo. Los gastos del sepelio del torero fueron costeados por el torero Antonio de los Santos.